# ايمي كودي
إيمي جوي كاسيلبيري كادي (من مواليد 23 يوليو 1972) هي عالمة نفس اجتماعي أمريكية ومؤلفة ومتحدثة. وهي من دعاة " وضع القوة "، تقنية تحسين الذات التي تم التشكيك في صحتها العلمية. عملت كعضو هيئة تدريس في جامعة روتجرز وكلية كيلوج للإدارة وكلية هارفارد للأعمال. يتضمن العمل الأكاديمي الأكثر استشهادًا لـ كادي استخدام نموذج محتوى الصورة النمطية الذي ساعدت في تطويره لفهم الطريقة التي يفكر بها الناس حول الأشخاص والمجموعات النمطية.  على الرغم من أن كادي تركت منصبها الوظيفي في كلية هارفارد للأعمال في ربيع عام 2017،  إلا أنها استمرت في المساهمة في برامج التعليم التنفيذي. 

## النشأة والتعليم
نشأت كادي في بلدة بنسلفانيا الصغيرة روبسونيا.تخرجت من ثانوية كونراد وايزر عام 1990. 
لم يكن من المفترض أن تصبح إيمي كادي عالمة ناجحة. في الواقع، لم يكن من المفترض أن تنهي دراستها الجامعية. في وقت مبكر من مسيرتها الجامعية، في العمر التاسع عشر عانت كادي من إصابة شديدة في الرأس في حادث سيارة، وقال الأطباء إنها ستكافح لاستعادة قدرتها العقلية بالكامل وإنهاء شهادتها الجامعية وانخفض معدل ذكائها 30 نقطة ,قالت للجمهور: "أخذ هويتك منك - هويتك الأساسية، وبالنسبة لي، كان ذلك ذكائي - لا يوجد شيء يجعلك تشعر بالعجز أكثر من ذلك".
لكنها أثبتت للاطباء أنهم مخطئون وعملت أستاذة وباحثة في كلية هارفارد للأعمال، حيث درست كيف يؤثر السلوك غير اللفظي والأحكام السريعة على الأشخاص من حجرة الدراسة إلى مجلس الإدارة. ويتضح تدريبها كراقصة كلاسيكية (مهارة أخرى استعادتها بعد إصابتها) في عملها الرائع على "وضع القوة" - كيف يؤثر وضع جسمك على الآخرين وحتى على عقلك.
في عام 1998، حصلت كادي على بكالوريوس الآداب في علم النفس، وتخرجت بامتياز مع مرتبة الشرف، من جامعة كولورادو. التحقت بجامعة ماساتشوستس أمهيرست من 1998 إلى 2000 قبل أن تنتقل إلى جامعة برينستون لمتابعة مستشارتها سوزان فيسك. حصلت على ماجستير في الآداب عام 2003 ودكتوراه في الفلسفة عام 2005 في علم النفس الاجتماعي (أطروحة: "خريطة BIAS: السلوك من التأثير بين المجموعات والقوالب النمطية") من جامعة برينستون. 

## مهنة أكاديمية
من 2005 إلى 2006، كانت كادي أستاذًة مساعدًة لعلم النفس في جامعة روتجرز. في عام 2012، كانت أستاذًة مساعدً في كلية كيلوج للإدارة في جامعة نورث وسترن،  حيث قامت بتدريس القيادة في المنظمات في برنامج ماجستير إدارة الأعمال وأساليب البحث في برنامج الدكتوراه.  في عام 2013، كانت أستاذًا مساعدًا في وحدة التفاوض والمنظمات والأسواق في كلية هارفارد للأعمال، حيث درست دورات في المفاوضات والقيادة والسلطة والتأثير وأساليب البحث.  في ربيع عام 2017، ذكرت صحيفة نيويورك تايمز أنها "تركت بهدوء وظيفتها الدائمة في هارفارد"،  حيث ألقت محاضرة في قسم علم النفس. 

## الابحاث

### الأفكار النمطية
في عام 2002، شاركت كادي في تأليف اقتراح نموذج محتوى الصورة النمطية، مع سوزان فيسك وبيتر جليك (جامعة لورانس).  في عام 2007، اقترح نفس المؤلفين نموذج خريطة "السلوكيات من Intergroup Affect والصور النمطية" (BIAS).  تقترح هذه النماذج لشرح كيف يصدر الأفراد أحكامًا على أشخاص ومجموعات أخرى ضمن بعدين أساسيين للسمات، الدفء والكفاءة، ولتمييز كيفية تشكيل هذه الأحكام وتحفيز مشاعرنا الاجتماعية ونوايانا وسلوكياتنا. 

### طرح السلطة
في عام 2010، نشرت كادي و دانا كارني و اندي ياب نتائج تجربة حول كيفية تأثير التعبيرات غير اللفظية عن القوة (مثل المواقف التوسعية والمفتوحة والمحتلة للفضاء)  على مشاعر الناس وسلوكياتهم ومستويات الهرمونات.   على وجه الخصوص، زعموا أن تبني أوضاع الجسم المرتبطة بالهيمنة والسلطة ("وضع القوة") لمدة أقل من دقيقتين يمكن أن يزيد هرمون التستوستيرون، ويقلل الكورتيزول، ويزيد من الشهية للمخاطرة، ويسبب أداءً أفضل في مقابلات العمل. تم الإبلاغ عن هذا على نطاق واسع في وسائل الإعلام الشعبية.    لخص ديفيد بروكس النتائج، "إذا تصرفت بقوة، ستبدأ في التفكير بقوة." 
حاول باحثون آخرون تكرار هذه التجربة مع مجموعة أكبر من المشاركين وإعداد مزدوج التعمية.  وجد المجربون أن القوة التي تطرح مشاعر ذاتية تزيد من القوة، لكنها لم تؤثر على الهرمونات أو التحمل الفعلي للمخاطر. نشروا نتائجهم في علم النفس. على الرغم من استمرار Cuddy وآخرين في إجراء أبحاث حول وضع القوة، إلا أن Carney تنصل من النتائج الأصلية. غالبًا ما يُستشهد بالنظرية كمثال لأزمة التكرار في علم النفس، حيث لا يمكن تكرار النظريات المغرية في البداية في تجارب المتابعة.   

## المنشورات

### كتب
في كانون الأول (ديسمبر) 2015، نشر كادي كتابًا عن المساعدة الذاتية يدعو إلى طرح القوة، التواجد: جلب أجرأ ذاتك إلى أكبر تحدياتك، والتي بنيت على قيمة الممارسة الخارجية للسلطة التي تفرض التركيز على إبراز الذات الأصيلة مع مفهوم التركيز الداخلي. الحضور - المُعرَّف بأنه "الإيمان بنفسك والثقة به - مشاعرك الصادقة وقيمك وقدراتك".  وصل الكتاب إلى المرتبة الثالثة على الأقل في قائمة أفضل الكتب مبيعًا في نيويورك تايمز (نصائح وإرشادات ومتنوعة) في فبراير 2016.  تمت ترجمة الكتاب إلى 32 لغة. 

### أوراق أكاديمية
- Cuddy، A. J. C.؛ Schultz، S. J.؛ Fosse، N. E. (2017). "P-Curving a More Comprehensive Body of Research on Postural Feedback Reveals Clear Evidential Value for Power-Posing Effects: Reply to Simmons and Simonsohn". Psychological Science. ج. 29 ع. 4: 656–666. DOI:10.1177/0956797617746749. PMID:29498906. S2CID:3675226.
- Cuddy، A. J. C.؛ Glick، P.؛ Beninger، A. (2011). "The dynamics of warmth and competence judgments, and their outcomes in organizations". Research in Organizational Behavior. ج. 31: 73–98. CiteSeerX:10.1.1.250.9367. DOI:10.1016/j.riob.2011.10.004.
- Carney، D.؛ Cuddy، A. J. C.؛ Yap، A. (2010). "Power posing: Brief nonverbal displays affect neuroendocrine levels and risk tolerance". Psychological Science. ج. 21 ع. 10: 1363–1368. DOI:10.1177/0956797610383437. PMID:20855902. S2CID:1126623., listed among "The Top 10 Psychology Studies of 2010" by Halvorson (2010).[34]
- Cuddy, A. J. C., Fiske, S. T., & Glick, P. (2008). Warmth and competence as universal dimensions of social perception: The Stereotype Content Model and the BIAS Map. In M. P. Zanna (Ed.), Advances in Experimental Social Psychology (vol. 40, pp. 61–149). New York, NY: Academic Press.
- Cuddy، A. J. C.؛ Fiske، S. T.؛ Glick، P. (2007). "The BIAS Map: Behaviors from intergroup affect and stereotypes". Journal of Personality and Social Psychology. ج. 92 ع. 4: 631–648. DOI:10.1037/0022-3514.92.4.631. PMID:17469949. S2CID:16399286.
- Fiske، S. T.؛ Cuddy، A. J. C.؛ Glick، P. (2007). "Universal dimensions of social cognition: Warmth, then competence". Trends in Cognitive Sciences. ج. 11 ع. 2: 77–83. DOI:10.1016/j.tics.2006.11.005. PMID:17188552. S2CID:8060720.
- Fiske، S. T.؛ Cuddy، A. J. C.؛ Glick، P.؛ Xu، J. (2002). "A model of (often mixed) stereotype content: Competence and warmth respectively follow from status and competition". Journal of Personality and Social Psychology. ج. 82 ع. 6: 878–902. DOI:10.1037/0022-3514.82.6.878. PMID:12051578. S2CID:17057403.

### حديث TED
- ايمي كودي في مؤتمر تيد
  - TED Talk: Amy Cuddy: "Your body language shapes who you are" (TED Global, June 2012), about the effect of peoples' body language on their perception of how powerful they themselves are.
    - PopTech Annual Conference, 'Talk of the Day' October 21, 2011[35]

## الجوائز والتكريمات
- القائد العالمي الشاب للمنتدى الاقتصادي العالمي، 2014 [36]
- مجلة تايم "Game Changer"، 2012 [37]
- جائزة النجم الصاعد، جمعية العلوم النفسية (APS)، 2011 [38]
- قائمة هارفارد بزنس ريفيو: أفكار خارقة لعام 2009، هارفارد بزنس ريفيو [39]
- جائزة ميشيل ألكسندر في وقت مبكر، جمعية الدراسة النفسية للقضايا الاجتماعية، 2008 [12]
- BBC 100 Women، 2017: فريق السقف الزجاجي [40]